# Ari Koivunen
Ari Mikael Koivunen (Kouvola, 7 de junho de 1984) foi o vencedor da edição finlandesa do programa "Ídolos", no ano de 2007. Ari é vocalista do Amoral.

## Biografia

### Início
Ari Koivunen nasceu no município de Kouvola, no sul da Finlândia no dia  7 de Junho de 1984. Desde muito jovem, Koivunen sempre teve paixão por música. Cantou e tocou bateria em várias bandas antes de se tornar conhecido. Em 2005, Ari venceu o Campeonato Finlandês de Karaoke, e ficou em terceiro lugar no Campeonato Mundial de Karaoke do mesmo ano. Ari Koivunen foi o vencedor da versão finlandesa do programa Idols (no Brasil, "Ídolos"), na qual foi revelação, em 2007. Tanto na Finlândia quanto no resto do mundo, ganhou muita atenção por escolher músicas dos gêneros rock e heavy metal em suas performances.

## Carreira
Seu álbum de estreia, Fuel For The Fire, lançado oficialmente em 30 de Maio de 2007, teve músicas compostas por vários músicos e cantores finlandeses, como Janne Joutsenniemi, Jarkko Ahola, Marco Hietala, Timo Tolkki e Tony Kakko, entre outros. Os músicos que gravaram foram Tuomas Wäinölä, Mikko Kosonen, Nino Laurenne, Mirka Rantanen, Mikko Kaakuriniemi, Pasi Heikkilä  e Janne Wirman. O primeiro single do álbum foi Hear My Call, lançado em 11 de Maio de 2007.
Durante a primeira semana de vendas,Fuel For The Fire pulou imediatamente para o topo dos álbuns mais vendidos, e em 7 de Junho de 2007 alcançou o status de Disco de Platina com mais de 40 000 cópias vendidas. Seu álbum é um dos mais vendidos rapidamente na história da música finlandesa, com mais de 10 000 cópias vendidas na primeira semana. Fuel For The Fire permaneceu na primeira colocação na Finlândia por doze semanas após seu lançamento. O álbum conseguiu status de Platina Dupla (60 000 cópias) em outubro de 2007. "Fuel For The Fire foi lançado no Japão em outubro de 2007.
A banda de Ari Koivunen se juntou no outono de 2007, com pessoas que havia conhecido há muito tempo. Seu primeiro concerto foi em maio de 2007. No primeiro ano, o groupo tocou em mais de 100 apresentações. Ari Koivunen finalizou sua primeira turnê da Finlândia e juntou-se na turnê "Raskasta Joulua" (em inglês: Heavy Christmas).
Em 11 de Junho de 2008, Ari Koivunen lançou o álbum Becoming. O álbum foi mais uma vez produzido por Nino Laurenne e Pasi Heikkilä. A maior parte das músicas foram feitas para esse álbum pela banda de Ari Koivunen. Luca Gargano e Mauro Gargano, que eram da banda de 2007 até 2008, também participaram da sessão de gravação do álbum Becoming. "Becoming" estreou como o número 1 nas paradas finlandesas e recebeu o status de disco de ouro (15 000 cópias) depois da primeira semana de vendas. Becoming foi lançado no Japão em 25 de Junho e na Alemanha em 10 de Outubro de 2008. Ari Koivunen fez em torno de 160 shows na Finlândia entre 2007 e 2008, e em Tóquio, duas apresentações no fim de maio de 2008.

## Bandas
Ari Koivunen (2007 — atualidade)
- Ari Koivunen – vocalista
- Erkka Korhonen – guitarra, backing vocals
- Vili Robert Ollila – teclado
- Erkki Silvennoinen – baixo, backing vocals

Membros anteriores:
- Luca Gargano – guitarra, backing vocals (2007 — 2008)
- Mauro Gargano – bateria (2007 — 2008)

Amoral (1997 — atualidade)
- Ari Koivunen – vocais (2008–)
- Niko Kalliojärvi – vocais e guitarra (2002–2008, 2015–)
- Ben Varon – guitarra (1997–)
- Masi Hukari – guitarra (2010–)
- Pekka Johansson – baixo (2008–)
- Juhana Karlsson – bateria (1997–)

## Discografia

### Álbuns
| Ano  | Informação | Finlândia | Vendas e Status                                 |
| ---- | --- | --------- | ----------------------------------------------- |
| 2007 | Fuel for the Fire - Primeiro álbum de estúdio - Lançamento: 30 de Maio de 2007 - Selo: Sony BMG - Formato: CD, Download | 1         | Vendas na Finlândia: 86 mil IFPI: Platina Dupla |
| 2008 | Becoming - Segundo álbum de estúdio - Lançamento: 11 de Junho de 2008 - Selo: Sony BMG - Formato: CD, Download | 1         | Vendas na Finlândia: 32 mil IFPI: Platina       |
| 2009 | Show Your Colors - Terceiro álbum de estúdio - Lançamento: 6 de Maio de 2009 - Selo: Spinefarm - Formato: CD, Download | 19        | Vendas na Finlândia: 3 mil                      |
| 2011 | Beneath - Quarto álbum de estúdio - Lançamento: 26 de outubro de 2011 na Finlândia e 14 de fevereiro de 2012 nos EUA - Selo: Imperial Cassette, Fi - The End Records, EUA - Format: CD, Download                                                                             |           | Finnish sales:                                  |
| 2014 | Fallen Leaves & Dead Sparrows - Quarto álbum de estúdio - Lançamento: 14 de fevereiro de 2014 na Finlândia e 28 de abril de 2014 na Europa e 31 de março de 2014 na UK - Selo: Imperial Cassette, Fi - Graphite Records, UK - G-Records, Europa - Format: CD,Vinyl, Download |           | Finnish sales:                                  |

### Singles
- On The Top Of The World (6 de Abril de 2007)
- Hear My Call (28 de Maio de 2007)
- Fuel For The Fire (27 de Agosto de 2007)
- Angels Are Calling (2007)
- Give Me A Reason (5 de Maio de 2008)
- Tears Keep Falling (2008)
- Year Of The Suckerpunch (2009)
- Gave Up Easy (2009)
- Same Difference (17 de maio de 2011)
- If not here, Where? (2013)
- No Familiar Faces (2014)

### Repertório do programa "Idols"
Em sua participação no programa, Ari cantou as seguintes músicas:
- "Rock and Roll" - Led Zeppelin
- "Perfect Strangers" - Deep Purple
- "Still Loving You" - Scorpions
- "Here I Go Again" - Whitesnake
- "The Evil That Men Do" - Iron Maiden
- "Hunting High And Low" - Stratovarius
- "Fullmoon" - Sonata Arctica
- "Piano Man" - Billy Joel
- "You Break My Heart" - Broadcast
- "Sielut Iskee Tulta" - Kilpi
- "Black Hole Sun" - Soundgarden
- "On The Top Of The World" - Ari Koivunen